# Rodolfo Lombardi
Rodolfo Lombardi (Roma, 27 settembre 1908 – Roma, 18 maggio 1985) è stato un direttore della fotografia italiano.

## Biografia
Nato a Roma nel 1908, è stato uno dei pionieri della fotografia cinematografica dagli anni '30 agli anni '50, lavorando con i maggiori registi del periodo. Il figlio Piero, che ne ha seguito le orme, riassume così la sua biografia nell'articolo Una vita in Luce (Piero Lombardi, Una vita in luce, pag. 128, tratto dalla rivista I cineoperatori, edizioni Imago (AIC) - maggio 1999) e qui di seguito riportato nella sua forma integrale:
"Quando il piccolo Rodolfo, poco più che decenne, gli comunicò che aveva deciso cosa fare da grande, Carlo Lombardi, che era direttore dell'esclusivo "Circolo Bernini", ritrovo della nobiltà dell'epoca, pensò che il suo terzogenito e primo figlio maschio, sognasse di studiare da avvocato o magari da medico: grande dovette essere la sua delusione nell'apprendere che il suo figliolo voleva diventare... operatore cinematografico. Cercò di farsi spiegare meglio che razza di mestiere fosse, giacché non aveva mai conosciuto nessuno che svolgesse tale professione, e pensando alla solita fisima di un bambino che si era cacciato in testa chissà come la solita idea balzana, non diede alcuna importanza alla questione.
Ma, passati alcuni anni, non appena ebbe compiuto gli studi tecnici, Rodolfo ritornò alla carica e, con l'insistenza di chi sa quello che vuole, riuscì a farsi comprare (con qualche sacrificio) nientemeno che una vera macchina da presa (poco più che un giocattolo) con la quale partecipò ad un concorso indetto dal Comune di Roma, per il migliore documentario sullo Zoo: primo premio un portasigarette d'oro del peso di un etto. Era il 1925, quando Rodolfo, (aveva appena diciassette anni) tornò a casa con il portasigarette d'oro: papà Carlo cominciò finalmente a credere nella vocazione del figlio. Grazie ad un amico di famiglia, riuscì a farlo assumere alla Cineteca comunale come operatore... da proiezione.
Anche se l'equivoco provocò nel giovane Rodolfo una certa delusione, egli accettò l'incarico e per un anno svolse la mansione con grande impegno e serietà. Guardava con interesse sempre crescente i film che proiettava e sognava di poter anche lui passare dietro alla macchina da presa.
L'occasione non si fece attendere. Un giorno conobbe un vero operatore cinematografico, che stava svolgendo una ricerca di materiale d'archivio: era Giovanni Pucci un noto operatore d'attualità dell'epoca; inutile dire che Rodolfo, dopo averlo tempestato di domande sul suo lavoro, gli confessò quale fosse il suo sogno e quanto fosse desideroso di realizzarlo. Pucci fu colpito dalla determinazione e dalla sicurezza di quel giovane e gli propose di diventare suo aiuto operatore: Rodolfo, al settimo cielo, accettò incondizionatamente l'incarico e per un paio d'anni seguì quello che sarebbe diventato il suo primo vero maestro.
Finalmente nel 1928 il primo incarico di corrispondente per un cinegiornale: l'Elmeka Wochenschau di Berlino cui seguirono la Universal News di Londra e la France Actualiteès Gaumont di Parigi. Nel 1933 ebbe l'incarico ufficiale dal Centro Cattolico Cinematografico, di documentare il Giubileo e tutte le cerimonie dell'Anno Santo. Era fatta, ormai il sogno era diventato realtà, anche se nel suo intimo sentiva che gli mancava ancora qualcosa... Gli fu proposto di entrare alla Cines, che cercava operatori ma, inizialmente restìo a lasciare un lavoro assai redditizio (2000 lire alla settimana) e totalmente autonomo, non poté sfuggire al richiamo del cinema "vero" che sentiva chiaro dentro di sé: nel 1934 entrò alla Cines come operatore alla macchina del grande Anchise Brizzi (un maestro cui serbò riconoscenza e rispetto per tutta la vita) a fianco del quale partecipò a numerosi film e grazie al quale poté mettere a frutto la esperienza acquisita negli anni dell'attualità.
Il primo film come direttore della fotografia (allora si chiamava "capo operatore") arrivò nel 1938. “Pazza di gioia” con Vittorio de Sica per la regia di Carlo Ludovico Bragaglia, segnò l'esordio di Rodolfo Lombardi nella fotografia ed anche l'inizio di una lunga collaborazione con il regista che lo volle accanto a sé in numerosi film (“La forza bruta”, “La famiglia impossibile”, “Il prigioniero di S.Cruz”, "Non ti pago”, con Eduardo De Filippo, ” Gerusalemme liberata”, per citarne alcuni). Nel 1939 fu incaricato dalla casa di produzione Incom di girare un cortometraggio con un giovane regista che si era messo in testa di raccontare una storia che aveva per protagonisti... dei pesci. Si recò a Ladispoli, nota cittadina balneare vicino a Roma, dove incontrò il giovane regista che aveva attrezzato il set, con un grande acquario in cristallo, sulla terrazza di un villino preso in affitto per l'occorrenza: era Roberto Rossellini e quel primo cortometraggio ("Fantasia sottomarina") segnò l'inizio di un'amicizia che durò tutta la vita e che produsse film come “Desiderio”, “L'uomo della croce”, e la famosa sequenza di “Roma città aperta” in cui Anna Magnani viene abbattuta dai colpi dei soldati tedeschi mentre corre dietro al camion su cui era stato caricato il marito, girata da Rodolfo Lombardi (operatore alla macchina il fratello Guglielmo) con la sua “piccola “Debrie” montata sul camion, in uno dei più famosi camera-car della storia del cinema.
Da allora in poi collaborerà con i maggiori registi dell'epoca come Mario Mattoli (“Voglio vivere così” con il grande Beniamino Gigli), Gennaro Righelli (“Abbasso la miseria” con Anna Magnani), Idelmo Simonelli (“Accidenti alla guerra“), Raffaello Matarazzo (“I figli di nessuno” “Chi è senza peccato“ ” Vortice“), Nunzio Malasomma (“Il diavolo Bianco“), Jean Renoir (“La carrozza d'oro”) Luciano Emmer (“Le ragazze di Piazza di Spagna” che gli valse la Nomination all'Oscar), Riccardo Freda con cui girerà molti film (“Aquila nera“con Rossano Brazzi, “Il cavaliere misterioso” con Vittorio Gassman, “Guarany”, “I miserabili“due episodi con Gino Cervi, “Teodora” primo film in Eastmancolor girato in Italia). In quest'ultimo film, un vero kolossal per l'epoca (1953), il girato veniva mandato a sviluppare direttamente in America, dato che in Italia nessuno stabilimento di sviluppo e stampa era ancora in grado di eseguire i trattamenti, e soltanto la grande fiducia che il regista ed il produttore riponevano nelle capacità di Rodolfo Lombardi, consentì di andare avanti senza drammi per tutta la lavorazione, controllando dei giornalieri in un pessimo bianco e nero, attendendo con trepidazione la prima copia a colori che arrivò soltanto a fine riprese.
Nel 1950 insieme ad un gruppo di colleghi (Albertelli, Damicelli, Del Frate, Delli Colli, Gallea, Pesce, Risi, Scala, La Torre) sentì l'esigenza di riunire in una struttura associativa gli operatori e i direttori della fotografia del cinema italiano: nel delicato momento della ricostruzione del Paese capì che era necessario un assetto preciso, capace di superare gli individualismi per poter portare avanti le comuni e più qualificanti istanze per il riconoscimento, che forse soltanto oggi sembra raggiunto, del reale apporto professionale degli autori delle immagini al film. Così nacque l'A.I.C. Di quegli anni rimangono i gloriosi Bollettini, che racchiudono pagine memorabili della storia del cinema italiano vista attraverso gli occhi e le opere dei primi grandi Autori della fotografia. Una dote di Rodolfo Lombardi, che chi scrive ha avuto la fortuna di sperimentare personalmente, è stata la capacità di insegnare, con grande chiarezza e semplicità, ma soprattutto con generosità e senza sciocchi “segreti professionali”: più volte docente al Centro Sperimentale di Cinematografia, fu anche uno dei primi insegnanti dell'Istituto Professionale di Stato per la Cinematografia e la Televisione (è stato titolare della cattedra di “tecnica della ripresa” dal 1966 al 1971), dove ha contribuito a formare numerosi operatori e direttori della fotografia del cinema e della televisione.
Nel 1957, in piena crisi (era l'epoca in cui la televisione cresceva e toglieva sempre più spettatori al cinema) arrivò a casa Lombardi una telefonata: la ricordo come se fosse ieri perché fui proprio io a rispondere. Era la Rai. L'allora direttore generale, fratello del direttore della fotografia Ubaldo Arata, (già da tempo scomparso) gli propose di lasciare il cinema per la televisione. Rodolfo, che in quell'anno di crisi aveva comunque girato tre film (“L'ultima violenza” diretto da Raffaello Matarazzo, “La venere di Cheronea” di Tourjanskii, e “Gerusalemme liberata” di C.L. Bragaglia) ringraziò per l'offerta ma a 49 anni, dopo aver girato settanta film, l'idea di ricominciare con un mezzo nuovo e quasi sconosciuto non gli piaceva proprio.
Ma Arata, che lo conosceva, seppe fare leva sulla sua voglia di sperimentare e di mettersi alla prova, e gli fece intravedere quali traguardi avrebbe potuto raggiungere un uomo della sua esperienza in una azienda in crescita come la Rai di allora. Seppure con qualche riserva, Lombardi accettò: ebbe inizio così l'avventura televisiva che lo proiettò in un ambiente completamente diverso, dove fu accolto come un maestro e dove ancora oggi viene ricordato per il grande contributo che riuscì a dare in tredici anni di lavoro. Firmò i più importanti lavori televisivi diretti dai più noti registi: “La Pisana” di Giacomo Vaccari, “Il mattatore” con Vittorio Gassman, “I Miserabili” di Sandro Bolchi, e ancora “I Giacobini”, “Vita col padre” , “Demetrio Pianelli”, “Il Cardinale Lambertini”, “Cavour” per citarne solo alcuni. A lui fu affidata la sperimentazione delle nuove “Electronic-Cam” (tre macchine da presa con una telecamera incorporata che potevano essere comandate da un banco mixer, così da ottenere un prodotto premontato) con cui fu realizzato il film, girato con pellicola Kokdk Plus -x, “Antonio e Cleopatra” per la regia di Vittorio Cottafavi, con Enrico Maria Salerno e Valeria Valeri.
Nel 1966 curò la fotografia dei primi esperimenti di tv a colori, che culminarono nello sceneggiato “Una domanda di matrimonio” diretto da Mario Landi, il primo programma a colori nella storia della televisione italiana. Dopo il pensionamento nel 1969, coronò uno dei suoi sogni, quello di lavorare insieme ai suoi figli, e ancora per alcuni anni fu sulla breccia con telefilm, spot pubblicitari e trasmissioni per la televisione, alternando il lavoro all'insegnamento. Motivi di salute lo costrinsero nel 1973 ad un definitivo ritiro. Per concludere questo ricordo, desidero citare un piccolo brano di un articolo di Amleto Fattori, che è stato uno dei massimi studiosi della tecnica cinematografica, autore di numerosi testi: 
“... Lombardi è l'operatore su cui la produzione può contare in ogni momento e in ogni circostanza, è l'operatore adatto alla vera industria del cinema. Compenetra le necessità della produzione e sa adeguarsi ad esse, salvando nel contempo le necessità del regista. È lui che sfatò l'idea che per i film a colori occorressero mezzi eccezionali... è l'operatore sincero schietto, che sa dare tutto se stesso in ogni circostanza. Basta vederlo nel teatro di posa: parla poco, non si agita, non racconta barzellette... Gli bastano poche parole per intendersi col regista, pochissime per dire tutto al capo elettricista... Non so perché ma vedo in Lombardi la figura di uno che possa insegnare il suo mestiere a gente desiderosa di apprendere: e questo perché lo vedo chiaro e lineare... è l'uomo che prova gusto ad insegnare, che non circonda di mistero la sua macchina da presa... è un cuor d'oro, malleabile, amico, sincero. E non c'è altro da dire.“

## Filmografia

### Cinema
- Fantasia sottomarina, regia di Roberto Rossellini - cortometraggio (1940)
- La forza bruta, regia di Carlo Ludovico Bragaglia (1941)
- Il prigioniero di Santa Cruz, regia di Carlo Ludovico Bragaglia (1941)
- Il ruscello di Ripasottile, regia di Roberto Rossellini - cortometraggio (1941)
- Due cuori sotto sequestro, regia di Carlo Ludovico Bragaglia (1941)
- Soltanto un bacio, regia di Giorgio Simonelli (1942)
- Non ti pago!, regia di Carlo Ludovico Bragaglia (1942)
- Casanova farebbe così!, regia di Carlo Ludovico Bragaglia (1942)
- L'uomo venuto dal mare, regia di Belisario Randone (1942)
- Fuga a due voci, regia di Carlo Ludovico Bragaglia (1943)
- La danza del fuoco, regia di Giorgio Simonelli (1943)
- Inviati speciali, regia di Romolo Marcellini (1943)
- La vita è bella, regia di Carlo Ludovico Bragaglia (1943)
- Abbasso la miseria!, regia di Gennaro Righelli (1945)
- La sua strada, regia di Mario Costa (1946)
- Desiderio, regia di Marcello Pagliero e Roberto Rossellini (1946)
- Aquila nera, regia di Riccardo Freda (1946)
- Il diavolo bianco, regia di Nunzio Malasomma (1947)
- Eleonora Duse, regia di Filippo Walter Ratti (1947)
- I miserabili, regia di Riccardo Freda (1948)
- Il cavaliere misterioso, regia di Riccardo Freda (1948)
- Accidenti alla guerra!..., regia di Giorgio Simonelli (1948)
- 11 uomini e un pallone, regia di Giorgio Simonelli (1948)
- Una voce nel tuo cuore, regia di Alberto D'Aversa (1949)
- Cavalcata d'eroi, regia di Mario Costa (1949)
- Il leone di Amalfi, regia di Pietro Francisci (1950)
- Guarany, regia di Riccardo Freda (1950)
- Sette ore di guai, regia di Marcello Marchesi e Vittorio Metz (1951)
- I figli di nessuno, regia di Raffaello Matarazzo (1951)
- Le ragazze di Piazza di Spagna, regia di Luciano Emmer (1952)
- Menzogna, regia di Ubaldo Maria Del Colle (1952)
- Chi è senza peccato..., regia di Raffaello Matarazzo (1952)
- Ho scelto l'amore, regia di Mario Zampi (1952)
- Il mondo le condanna, regia di Gianni Franciolini (1953)
- Vortice, regia di Raffaello Matarazzo (1953)
- Teodora, regia di Riccardo Freda (1954)
- Il cardinale Lambertini, regia di Giorgio Pàstina (1954)
- Le vacanze del sor Clemente, regia di Camillo Mastrocinque (1955)
- La Gerusalemme liberata, regia di Carlo Ludovico Bragaglia (1957)
- L'ultima violenza, regia di Raffaello Matarazzo (1957)
- La Venere di Cheronea, regia di Giorgio Venturini e Viktor Turžanskij (1957)